# Louis-Michel Morris
Pour les articles homonymes, voir Morris.
Le baron Louis-Michel Morris, né le 27 septembre 1803 à Canteleu (Seine-Maritime) et mort à Mostaganem (Algérie) le 7 juin 1867, est un général de cavalerie français.

## Biographie
Louis Michel Morris est le petit-fils d'Antoine Simon Levieux.
Admis à l'École spéciale militaire de Saint-Cyr  en 1821, il opte à sa sortie pour l'arme de la cavalerie.
Il se distingue en Algérie lors de la prise de la smala d'Abd el-Kader par le duc d'Aumale (Taguin, 1843), et est ensuite promu au grade de colonel du 2e régiment de chasseurs d'Afrique. Le général Yusuf dira de lui qu'il avait été l'un des "Murat de notre cavalerie d'Afrique".
Nommé maréchal de camp en 1847, général de brigade en 1849 puis général de division en 1851, il commande la 2e brigade de la 1re division du corps expéditionnaire de la Méditerranée puis la division de cavalerie de l'armée d'Orient lors de la guerre de Crimée.
Pendant la campagne d'Italie de 1859, lors de la bataille de Solférino, il commande la cavalerie de la Garde impériale, sous le général Auguste Regnaud de Saint-Jean d'Angély.
Il est créé baron et grand officier de la Légion d'honneur en 1854.
Il est le père du général Paul Morris et du préfet Louis Morris, le beau-père du général Eugène Thomas de Dancourt ainsi que le grand-père paternel de Violette Morris.

## Distinctions
- Grand officier de la Légion d'honneur (1854).

## Sources
- Dossier de Légion d'honneur du général Morris.